# Università degli Studi Niccolò Cusano
Università degli Studi Niccolò Cusano (UNICUSANO) este o universitate privată, aflată în Roma. Edizioni Edicusano este editura ei universitară.

## Istorie
Ea a fost fondată de către Stefano Bandecchi, la 10 mai 2006. Unicusano are 11.259 de studenți.

## Facultatea
- Facultatea de Drept
- Facultatea de Economia
- Facultatea de Educație
- Facultatea de Științe Politice
- Facultatea de Inginerie
- Facultatea de Psihologie

## Rectorii
- Sebastiano Scarcella (2006-2010)
- Giovanni Puoti (2010-2013)
- Fabio Fortuna (2013-)